# Микеладзе, Алмасхан Отиевич
Князь Алмасхан Отиевич Микеладзе (1834—1915) — генерал-лейтенант, участник русско-турецкой войны 1877—1878 гг.
Родился 15 октября 1834 года, происходил из старинного грузинского княжеского рода. Образование получил в частном учебном заведении.
В военную службу вступил 17 декабря 1850 года вольноопределяющимся в ряды войск отдельного Кавказского корпуса и сразу же принял участие в походах против горцев. 19 ноября 1853 года за отличие был произведён в прапорщики. В 1854—1855 годах Микеладзе сражался на Кавказском театре Восточной войны, в боях получил контузию и 24 июля 1854 года был произведён в подпоручики а в следующем году награждён орденом св. Анны 4-й степени.
По окончании Восточной войны Микеладзе продолжил службу на Кавказе и в начале 1858 года был ранен в перестрелке с горцами. 20 августа 1858 года Микеладзе был произведён в поручики и 1 июня 1864 года в штабс-капитаны. Тогда же он был назначен командиром роты в 151-й пехотный Пятигорский полк и прослужил на этой должности более 12 лет, при чём за это время последовательно получил чины капитана (5 сентября 1867 года) и майора (21 ноября 1871 года), а также ордена св. Станислава 3-й степени (в 1861 году) и св. Анны 3-й степени (в 1864 году, в честь покорения Западного Кавказа). В мае 1874 года Микеладзе получил должность батальонного командира в Эриванском гренадерском полку и 30 августа 1875 года получил чин подполковника.
В рядах Эриванского полка Микеладзе принял участие в русско-турецкой войне 1877—1878 годов, 31 июля 1877 года был удостоен ордена св. Георгия 4-й степени
В воздаяние за отличие при штурме крепости Ардагана, 5 Мая 1877 года, где, командуя 4-м баталионом 13 Лейб-Гренадерского Эриванского Его Величества полка, охватил левый фланг линии неприятельских укреплений Сингер и Каз-Табия и тем поставив неприятеля между двух огней, обратил его в бегство.
3 октября 1877 года Микеладзе за отличие был произведён в полковники и 22 декабря того же года был назначен на должность командира Пятигорского пехотного полка. 12 июля 1878 года он получил золотую саблю с надписью «За храбрость».
В 1879 году Микеладзе был награждён орденами св. Станислава 2-й степени и св. Владимира 4-й степени (за выслугу 25 лет); 1883 году ему был дан орден св. Анны 2-й степени и в 1887 году — орден св. Владимира 3-й степени.
6 мая 1890 года Микеладзе был произведён в генерал-майоры, отчислен от должности командира Пятигорского полка и назначен состоять при войсках Кавказского военного округа. В 1895 году он вышел в отставку с производством в генерал-лейтенанты.
Скончался Микеладзе 20 января 1915 года.
Его брат, Дмитрий, также был генералом русской императорской армии и за отличие в сражении с турками при Деве-Бойнской позиции в 1877 году был награждён орденом св. Георгия 4-й степени. Сын, Константин, в чине генерал-майора погиб в самом начале Первой мировой войны.